# Поронайск (локомотивное депо)
Поронайск — оборотное (бывшее основное) локомотивное депо Сахалинского региона Дальневосточной железной дороги, расположенное на одноимённой станции.

## История

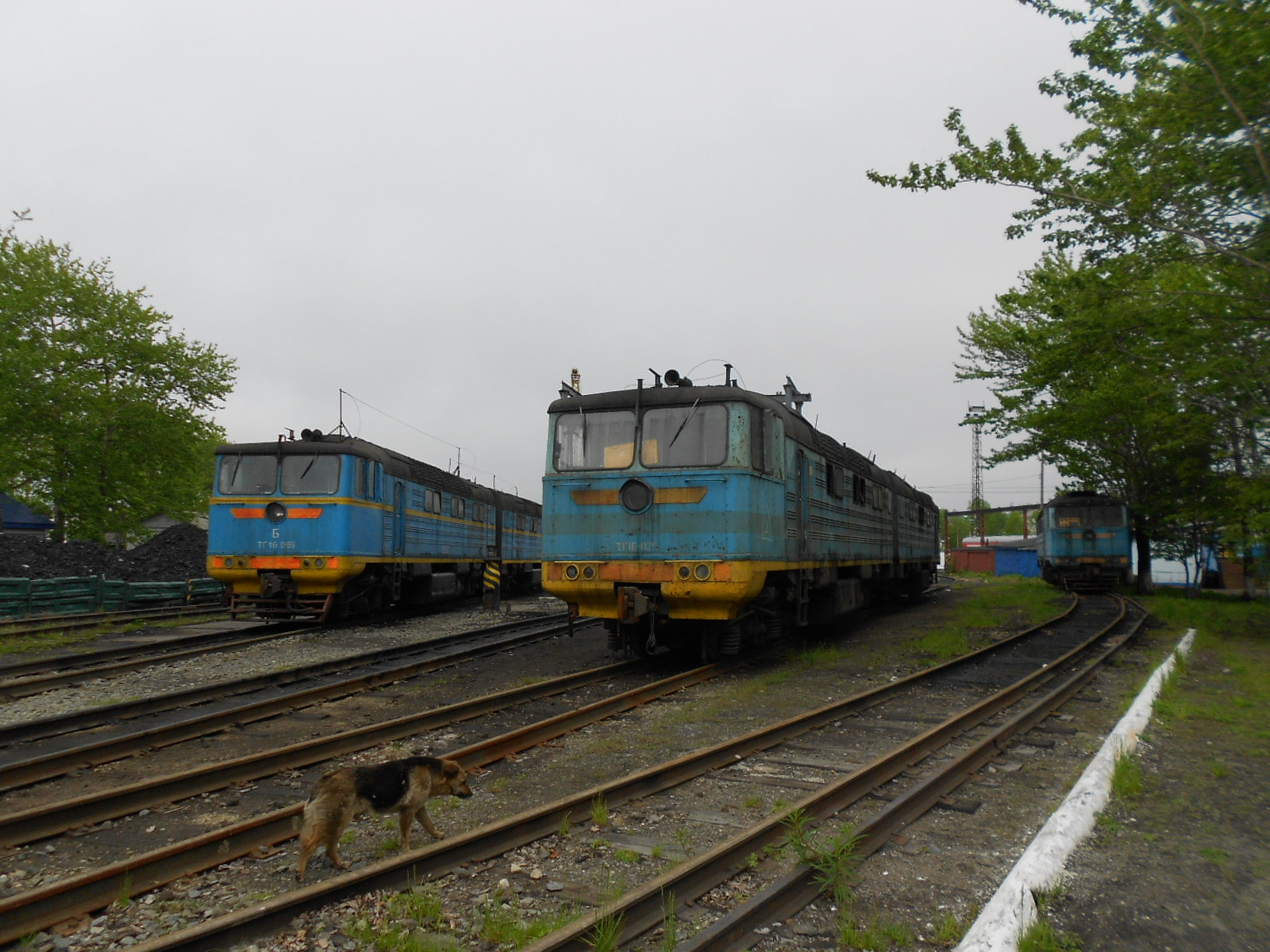
Тепловозы в депо (2016)

Депо открыто в 1936 году в конце пускового участка Макаров — Поронайск. До 1992 года являлось ТЧ-15 ДВЖД, в 1992—2010 годах — ТЧ-4 СахЖД.

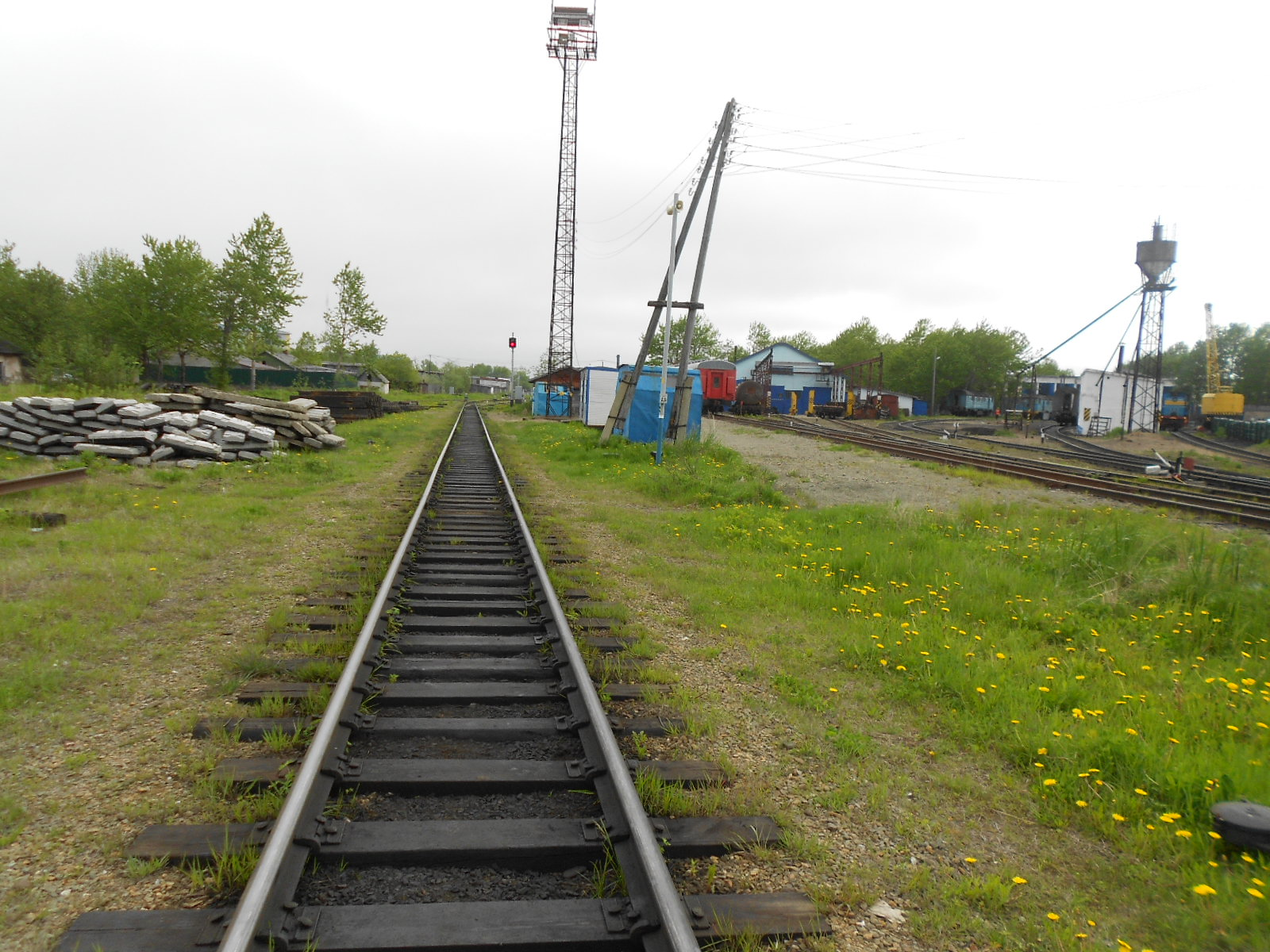
Заезд в депо. Вид на запад, главный ход проходит далее в полуилометре (2016)

В 1985 году в связи с изменением трассы железной дороги депо оказалось в стороне от основной линии.
В депо имеется база отстоя списанной железнодорожной техники.

## Тяговые плечи
Депо обслуживает грузовые и пассажирские поезда на участке Южно-Сахалинск — Тымовск.

## Подвижной состав
К депо приписаны тепловозы ТГ16, ТГМ22, ТГМ7. Также в депо имеется ПТОЛ для осмотра локомотивов и ремонтный цех.